# Азербайджан на «Евровидении-2017»
Азербайджан принял участие в «Евровидении» 2017 года. Участие страны на конкурсе было утверждено ещё в августе 2016 года. 5 декабря 2016 года было подтверждено, что Азербайджан на Евровидении представит Dihaj (Диана Гаджиева). Её песня «Skeletons» была представлена 11 марта 2017 года. Азербайджан выступал под восьмым номером в первом полуфинале на «Евровидении». А в финале (в который он прошёл) Азербайджан выступал в первой половине под номером 12, заняв 14 место со 120 баллами.

## Отбор
Телеканал İTV объявил 23 сентября 2016 года, что Азербайджан примет участие в конкурсе, но не объяснил, как выберут исполнителя. 5 декабря было объявлено, что Диана Гаджиева успешно прошла внутренний отбор и представит страну на конкурсе. Диана не раскрыла информации о песне, но заявила, что хочет выступить в экспериментальном стиле на «Евровидении».